# Elatostema whartonense
Elatostema whartonense är en nässelväxtart som beskrevs av Perry. Elatostema whartonense ingår i släktet Elatostema och familjen nässelväxter. Inga underarter finns listade i Catalogue of Life.